# 栃木県立栃木南高等学校
栃木県立栃木南高等学校（とちぎけんりつとちぎみなみこうとうがっこう）はかつて栃木県下都賀郡大平町（現・栃木市）にあった県立高等学校。略称は栃南（とちなん）。

## 特色

### 概要
1984年（昭和59年）に栃木高校及び栃木女子高校の分離共学校として設立、開設準備室は栃木女子高に設置され、第1回入学試験も同校にて実施された。開校時のスローガンは「開拓者精神（Fronteer Spirit）を持て」である。
2006年4月に藤岡高校と統合され、栃木翔南高校となるも、栃木南高校をベースとした募集となり、事実上、栃木南高校を引き継ぐ形で開校した。なお、栃木翔南高校開校から2年間は3校が並立していた。2008年（平成20年）3月閉校。

#### 国際理解
国際理解教育を特徴として、交換留学、英語コースが設置された。この国際理解教育のメイン行事として、オーストラリア語学研修（2年生希望者）、イングリッシュキャンプ（英語コースのみ）、また他校と合同で開催される国際交流会に参加していた。また、勉強合宿や補習、進路相談にも力を入れていた。
尚、国際理解教育の精神は新設された栃木翔南高へ引き継がれた。

#### 部活動
部活動が盛んで、全国大会常連校であった剣道部は全国優勝も果たしているほか、1999年（平成11年）の野球部の夏の甲子園出場、弓道、フェンシング、ウェイトリフティング等が著名であった。
校庭が広く陸上部、サッカー部、野球部の同時練習が可能である。また、8面のテニスコートを持ち、硬式のテニス部が利用している。弓道場、プール、武道場、体育館と1000人に満たない昼間・単科の学校としては充実した設備を誇っていた。

#### 校名
開校前、当初は「下都賀西部高等学校」を仮称としていたが、栃木市にほど近い下都賀郡大平町北部に設置されたため、校名を決めるために紆余曲折があり、教室棟の工事の納入物には「大平高等学校」と記されていたものがあった。しかし、栃木市内の学校と近いことや、設置場所の大平町北部が事実上、隣接する栃木市の生活圏であったこと、栃木県の南部にあるということから「栃木県立栃木南高等学校」と決まった。なお、当初から地元大平町との連携を重視しており、太平山登山、マラソン大会では、コースを大平町内としていた。
ちなみに、開校時には教室棟と武道場しか存在せず、第1回入学式は武道場で行われたが、順次設備増強が行われ、現在の栃木翔南高校となったものである。

## 沿革
- 1984年（昭和59年）4月 - 創立。
- 1999年（平成11年） - 全国高等学校野球選手権大会出場。
- 2006年（平成18年） - 栃木県立藤岡高等学校との統合により、栃木県立栃木翔南高等学校が開校。
- 2008年（平成20年）3月 - 閉校。

## 学校行事
- 定期演奏会（音楽部）
- 紫陽祭
- 校内体育大会
- ふれあい持久走大会

## 関連高校
- 栃木県立藤岡高等学校
- 栃木県立栃木女子高等学校
- 栃木県立栃木翔南高等学校